# Fabríciusz
A Fabríciusz latin eredetű férfinév, mely a római Fabricius nemzetségnévből származik. A nemzetségnév a fabrica (műhely, mesterség) szóval függ össze.  Női párja: Fabrícia.

## Rokon nevek
- Fabríció:[1] a Fabríciusz olasz formája.[2]
- Fabrícius:[1] a Fabríciusz s-sel ejtett magyar változata.[2]

## Gyakorisága
Az 1990-es években a Fabríciusz, Fabrícius, Fabríció szórványos név volt, a 2000-es években nem szerepelnek a 100 leggyakoribb női név között.

## Névnapok
Fabríciusz, Fabrícius, Fabríció:
ajánlott névnap:
- május 11.
- július 31.

## Híres Fabríciusok, Fabríciók, Fabríciuszok
- Fabrice Santoro, francia teniszező
- Johan Christian Fabricius, dán zoológus, Linné tanítványa 9776 állatfaj leírója.[5]